# Khertek Anchimaa-Toka
Khertek Amyrbitovna Anchimaa-Toka (tiếng Nga: Хертек Амырбитовна Анчимаа-Тока, 1 tháng 1 năm 1912 – 4 tháng 11 năm 2008) là một chính trị gia Tuva/Liên Xô, trong giai đoạn 1940–44 bà giữ chức chủ tịch Tiểu Khural (quốc hội) của Cộng hòa Nhân dân Tuva, và là nữ nguyên thủ quốc gia được bầu hay bổ nhiệm đầu tiên trong lịch sử thế giới hiện đại.

## Tiểu sử
Khertek Anchimaa sinh tại nơi mà nay là Bay-Tayginsky của Tuva trong một gia đình nông dân nghèo. Cha và anh trai của bà đã qua đời vì bệnh đậu mùa khi bà còn là một đứa trẻ. Mặc dù mẹ của bà thất học, song Khertek đã được học đọc và viết bằng tiếng Mông Cổ, vào năm 1930, khi chữ cái Tuva quốc gia được giới thiệu lần đầu, bà là một trong những người đầu tiên học nó. Cùng năm, bà được nhận vào Revsomol, tổ chức thanh niên có liên hệ với Đảng Cách mạng Nhân dân Tuva (TPRP) (tương tự như Komsomol tại Liên Xô). Bà là một trong những người chịu trách nhiệm xóa mù chữ cho huyện của mình. Năm sau, do các thành công của bản thân, bà đã được kết nạp vào đảng và được cử đến Trường Đại học Lao động Cộng sản Phương Đông cùng với 70 người khác. Ngoài việc học tập, các sinh viên còn tham gia các thuyết giảng của các chính trị gia Liên Xô nổi tiếng; cuộc gặp gỡ với Nadezhda Krupskaya được cho là đã có ảnh hưởng rất lớn đối với Khertek.
Khertek là một trong số 11 sinh viên người Tuva có thể tốt nghiệp. Khi trở về Tuva vào năm 1935, bà được giao phụ trách ban tuyên truyền của Revsomol; đến năm 1938 bà trở thành giám đốc của Zhenotdel Tuva (tương tự như Zhenotdel của Liên Xô). Năm 1940, bà đạt được đỉnh cao trong sự nghiệp chính trị của mình khi được giữ vị trí Chủ tịch Tiểu Khural (trở thành nữ quan chức có cấp bậc cao nhất vào thời điểm đó, vượt qua thành tích trước đó của Aleksandra Mikhailovna Kollontai (là nữ bộ trưởng đầu tiên); những người phụ nữ có thể vượt qua thành tích của Anchimaa là Sühbaataryn Yanjmaa và Sirimavo Bandaranaike). Cùng năm, bà kết hôn với Tổng bí thư Đảng là Salchak Toka (tuy nhiên, bà vẫn giữ họ "Anchimaa" cho đến khi Toka qua đời). Ở vị trí này, bà là người đồng cấp với Mikhail Kalinin của Liên Xô. Trong Chiến tranh thế giới thứ hai, bà đã làm nhiều thứ để huy động nguồn lực của Cộng hòa nhằm giúp Liên Xô đánh Đức Quốc xã. Khertek Anchimaa cũng đã góp phần vào việc đưa Tuva vào thành phần Liên Xô năm 1944. Sau đó, bà giữ chức phó chủ tịch của Ban chấp hành Khu vực, và sau đó là phó Chủ tịch của Hội đồng Bộ trưởng Tuva, chuyên trách về phúc lợi xã hội, văn hóa, thể thao và tuyên truyền. Bà nghỉ hưu năm 1972, mang họ "Anchimaa-Toka" sau khi chồng bà qua đời vào năm 1973 và sống bình lặng kể từ đó. Anchimaa-Toka qua đời vào ngày 4 tháng 11 năm 2008 tại Tuva, thọ 96 tuổi.
Khertek Anchimaa-Toka là một nhân vật gây tranh cãi ở một mức độ nào đó tại Tuva ngày nay, do bà được cho là một thành viên của troika (tương ứng với troika NKVD), thể chế đã kết án tử hình đối với thủ tướng Churmit Dazhy và các quan chức cấp cao khác với cao buộc "gián điệp Nhật Bản" trong thập niên 1930. Tuy nhiên, bà chưa từng bị truy tố hay là đối tượng điều tra.